# Catfish Rising
Catfish Rising ist das 18. Studioalbum der Progressive-Rock-Band Jethro Tull aus dem Jahr 1991.

## Besetzung
Jethro Tull spielte das Album mit der Stammbesetzung Ian Anderson, Martin Barre, Dave Pegg und Doane Perry ein. Zu den Gästen gehörte Andrew „Andy“ Giddings (Keyboard), der an This Is not Love, Rocks on the Road und Doctor to My Disease mitwirkte und im Anschluss festes Mitglied der Band wurde. Weitere Gäste waren Foss Paterson (Keyboard auf White Innocence), John Bundrick (Keyboard auf Sleeping with the Dog) und Matt Pegg, der Sohn von Dave Pegg, als Bassgitarrist in This Is not Love, Rocks on the Road und Still Loving You Tonight. Die Kompositionen und Texte stammen von Ian Anderson.

## Geschichte
Im Frühjahr 1991 nahm die Band 18 Titel auf. Zehn der Stücke erschienen im Herbst als LP; als Limited Edition enthielt die LP-Version eine zusätzliche 12" Single und wie die gleichzeitig veröffentlichte CD drei weitere Titel. Im Anschluss an die Veröffentlichung ging die Band auf Catfish-Tournee durch Europa und Nordamerika. Eines der übrigen fünf Stücke (Night in the Wilderness) erschien als B-Seite einer Single, die anderen vier Titel sind in dem 1993 veröffentlichten Album Nightcap enthalten. Die 2006 veröffentlichte remastered CD enthält zwei Bonustitel. Als Singles wurden 1992 die Titel Rocks on the Road, This Is Not Love, Still Loving You Tonight und Doctor to My Disease veröffentlicht.

## Album
Catfish Rising ist wie die beiden Vorgängeralben Crest of a Knave und Rock Island von Hardrock geprägt. Der Titel bedeutet etwa „Aufsteigender Wels“.

### LP-Version
This Is Not Love ist ein schnelles Hardrock-Stück. Es handelt von einem Paar in einem winterlichen Seebad, dessen Beziehung vor dem Scheitern steht. In dem Song Occasional Demons wird ein gutsituierter Mann an „gelegentliche Dämonen“ erinnert, die als Tiere erscheinen und etwa für die Armen stehen. Die Musik ist von Rock und Folk geprägt; die E-Gitarre steht im Vordergrund. Rocks on the Road handelt vordergründig von einem Handlungsreisenden und seiner Einsamkeit. Das Lied trägt jedoch autobiografische Züge: auch der Sänger ist oft unterwegs und „verkauft“ seine Lieder. Der Song ist von Schwermut getragen. Er beginnt folkig mit akustischer Gitarre und wird schrittweise rockiger. Ein Jazz-Intermezzo wird mit dem Text „A little light music to chase it all away“ eingeleitet – A Little Light Music heißt auch das Folgealbum der Band, auf dem Rocks on the Road enthalten ist. Das Stück endet mit einem Instrumentalteil von Flöte und E-Gitarre.
Der Text von Thinking Round Corners besteht aus Nonsense-Lyrik und mutet surrealistisch an. Nach einem folkigen Intro wird der Song rockiger. Anderson singt mit verstellter Stimme, das Stück ist von einer humoristischen Grundhaltung geprägt. Still Loving You Tonight wird im getragenen Drei-Viertel-Takt vorgetragen. Der Sänger versichert eine Frau seiner Liebe, obwohl er im Begriff ist, sie zu verlassen.
In Doctor to My Disease schildert Anderson seine Erfahrungen mit einer leichten Depression. Er verbittet sich Ratschläge von selbsternannten „Doktoren“. Das Stück ist schnell und rockig, die E-Gitarre dominiert. Like a Tall Thin Girl ist hingegen ein lustiges Stück über Anderson und Doane Perry, die in einem indischen Restaurant eine attraktive, hochgewachsene junge Frau treffen. Anderson erkennt, dass er zu klein ist, und bringt den längeren Perry ins Gespräch. Das folkige, indische Musik aufgreifende Stück ist von der Mandoline geprägt.
Sparrow on the Schoolyard Wall ist ein schwungvoll-rockiges Stück, eingeleitet von der Flöte. Mandoline, Flöte und E-Gitarre dominieren als Instrumente. Ein zurückhaltendes Mädchen (oder ein Junge) wird aufgefordert, aus sich herauszugehen. Roll Yer Own ist ein textlich und musikalisch humoristisches Stück. Der Sänger empfiehlt die Selbstbefriedigung, wenn es keine andere Möglichkeit gibt, etwa Geld für eine Prostituierte. Das Stück beginnt mit einem Mandolinensolo. Gegen Ende gibt es zwei Trugschlüsse, die letzten Phrasen werden jeweils wiederholt. Gold-Tipped Boots, Black Jacket and Tie ist ein humorvolles, schnelles Stück mit folkigem Intro, das im Verlauf rockiger wird. Auch hier stehen die Instrumente Flöte, Mandoline und E-Gitarre im Vordergrund. Der Sänger ist angeschlagen, verspricht aber, mit „Stiefeln mit goldenen Spitzen, schwarzer Jacke und Krawatte“ wiederzukommen.

### Zusätzliche Titel
White Innocence schildert eine Szene nach einem Festival, offenbar im Jahr 1969. Der Sänger nimmt eine junge Frau im Auto mit. Beide sind einsam, ihre Emotionen führen aber nicht zu einer Annäherung. Die Frau steigt schließlich aus. Das lange Stück ist von einem elegischen Ton geprägt.
In Sleeping with the Dog schildert der Sänger die schlechten Seiten seiner Partnerin, die dazu führen, dass der Sänger „beim Hund schlafen“ muss. Das rockige, aber getragene Stück wird von Keyboard, Flöte und E-Gitarre dominiert. Das ironische When Jesus Came to Play handelt von einem Auftritt von „Jesus“ als Bandleader in einer Kneipe. Seine Songs erzeugen aber nur Langeweile, und das Publikum verlässt den Saal. Musikalisch ist das Stück in Anlehnung an den Text recht simpel. Die Version von 2007 ist langsamer als die des Originals.

### Extratitel 2006
Die 2006 veröffentlichte CD-Version enthält zwei Bonustitel, Night in the Wilderness und eine Live-Version von Jump Start vom Album Crest of the Knave. Das Thema von Night in the Wilderness ist die Isolation in einer Beziehung. Im Text taucht die Phrase „Catfish jumping“ auf, die einzige Reminiszenz an den Albumtitel und offenbar ein Hinweis auf das Auftreten des Catfish im Catfish Blues, der von Musikern wie Muddy Waters (als Rollin’ Stone) und Jimi Hendrix gesungen wurde. Das rockige Stück mit Flöte und E-Gitarre ist durch ein eingängiges Riff charakterisiert. Die Version von Jump Start ist noch stärker als das Original von der E-Gitarre geprägt.

## Artwork
Das Cover gestalteten Geoff Halpin, Phil Rogers, John Pasche und Jim Gibson.
Auf der Vorderseite sind oben der Bandname in verschnörkelten Versalien, unten der Albumtitel und dazwischen die Darstellung eines aus stilisierten Wasser steigenden Fisches zu sehen, alle in wechselnden Farben von Orange über Grün nach Blau, auf schwarzem Grund. Links und rechts des Bildes in der Mitte des Covers befinden sich kleine Dekorelemente. Die Rückseite der CD-Version zeigt ein ebenso verschörkeltes und farbiges Emblem aus den Buchstaben J und T, darunter die Songtitel und der Name und Details des Plattenlabels. Auf der LP-Version stehen die Songtitel oberhalb des Emblems.

## Titellisten
| Seite 1 1. This Is Not Love (3:56) 2. Occasional Demons (3:48) 3. Rocks on the Road (5:30) 4. Thinking Round Corners (3:31) 5. Still Loving You Tonight (4:30) Seite 2 1. Doctor to My Disease (4:34) 2. Like a Tall Thin Girl (3:36) 3. Sparrow on the Schoolyard Wall (5:21) 4. Roll Yer Own (4:25) 5. Gold-Tipped Boots, Black Jacket and Tie (3:38) Limited Edition Seite 1 1. When Jesus Came to Play (5:05) 2. Sleeping with the Dog (4:26) Limited Edition Seite 2 1. White Innocence (7:44) | Titelliste der CD 1. This Is Not Love (3:57) 2. Occasional Demons (3:49) 3. Roll Yer Own (4:26) 4. Rocks on the Road (5:32) 5. Sparrow on the Schoolyard Wall (5:22) 6. Thinking Round Corners (3:32) 7. Still Loving You Tonight (4:32) 8. Doctor to My Disease (4:35) 9. Like a Tall Thin Girl (3:38) 10. White Innocence (7:44) 11. Sleeping with the Dog (4:26) 12. Gold-Tipped Boots, Black Jacket and Tie (3:41) 13. When Jesus Came to Play (5:05) Bonustitel der CD-Ausgabe 2006 1. Night in the Wilderness 2. Jump Start (Live), Tower Theatre, Philadelphia 1987 |

## Rezeption

### Kritiken
Bei Allmusic erhielt die Originalausgabe drei von fünf möglichen Punkten.

### Chartplatzierungen
Catfish Rising avancierte zum weltweiten Chartalbum und erreichte unter anderem Rang zwölf in der Schweiz, Rang 21 in Deutschland, Rang 27 im Vereinigten Königreich, Rang 36 in Österreich oder auch Rang 88 der US-amerikanischen Billboard 200.
Darüber hinaus erreichte die Single This Is Not Love Platz 14 in den US-amerikanischen Billboard Hot 100 und Rocks on the Road Platz 47 im Vereinigten Königreich.
| ChartsChartplatzierungen       | Höchstplatzierung | Wochen |
| ------------------------------ | ----------------- | ------ |
| Deutschland (GfK)              | 21 (12 Wo.)       | 12     |
| Österreich (Ö3)                | 36 (5 Wo.)        | 5      |
| Schweiz (IFPI)                 | 12 (7 Wo.)        | 7      |
| Vereinigte Staaten (Billboard) | 88 (5 Wo.)        | 5      |
| Vereinigtes Königreich (OCC)   | 27 (3 Wo.)        | 3      |